# Natko Zrnčić-Dim
Natko Zrnčić-Dim (Zagreb, 7 maart 1986) is een Kroatisch alpineskiër. 

## Carrière
Zrnčić-Dim verscheen voor het eerst aan de start van een FIS-race in november 2001, precies een jaar later won hij zijn eerste FIS-race, de reuzenslalom in Val Thorens.
Zijn debuut in de wereldbeker maakte Zrnčić-Dim in december 2004 in Sestriere, hij plaatste zich echter niet voor de tweede run van de slalom. Hij haalde zijn eerste wereldbekerpunten in december 2005 bij de supercombinatie van Val d'Isère. Als allrounder ontwikkelde hij zich tot een specialist voor de (super)combinatie. Het was ook in die discipline dat Zrnčić-Dim voor het eerst onder de beste tien bij een wereldbekerwedstrijd kwam en op 3 februari 2008 behaalde hij de derde plaats in de supercombinatie van Val d'Isère. In het seizoen 2008/2009 werd hij ook derde in de combinatie van Kitzbühel.
Zijn grootste internationale succes haalde Zrnčić-Dim bij de wereldkampioenschappen alpineskiën 2009 waar hij de bronzen medaille veroverde in de supercombinatie.

## Belangrijkste resultaten

### Wereldkampioenschappen junioren
| Jaar | Plaats                                | Resultaten                                                          |
| ---- | ------------------------------------- | ------------------------------------------------------------------- |
| 2003 | Serre Chevalier Montgenèvre Frankrijk | 56e afdaling 46e super-G 27e reuzenslalom 13e slalom 13e combinatie |
| 2004 | Maribor Slovenië                      | 28e afdaling 46e super-G 58e reuzenslalom 23e slalom 15e combinatie |
| 2005 | Bardonecchia Italië                   | 27e afdaling 13e slalom 34e super-G 40e reuzenslalom                |
| 2006 | Mont-Sainte-Anne Le Massif Canada     | 5e afdaling 8e super-G 15e slalom 48e reuzenslalom                  |

### Wereldkampioenschappen
| Jaar | Plaats                           | Resultaten                                                                   |
| ---- | -------------------------------- | ---------------------------------------------------------------------------- |
| 2005 | Bormio Italië                    | 40e reuzenslalom 31e slalom                                                  |
| 2007 | Åre Zweden                       | 40e super-G DSQ supercombinatie 34e afdaling 39e reuzenslalom                |
| 2009 | Val d'Isère Frankrijk            | 23e super-G · 19e afdaling · supercombinatie · 27e reuzenslalom · 14e slalom |
| 2011 | Garmisch-Partenkirchen Duitsland | 8e supercombinatie 26e super-G 28e Afdaling 38e reuzenslalom DNF1 slalom     |
| 2015 | Vail/Beaver Creek                | 27e Slalom 30e Afdaling 32e Super G DNF2 Combinatie                          |
| 2019 | Åre                              | 30e Super G 39e Combinatie DNS Afdaling                                      |

### Olympische Winterspelen
| Jaar | Plaats           | Resultaten                                                               |
| ---- | ---------------- | ------------------------------------------------------------------------ |
| 2006 | Turijn Italië    | 33e combinatie 35e super-G 25e reuzenslalom 33e slalom                   |
| 2010 | Vancouver Canada | 33e afdaling DNF super-G 20e supercombinatie 41e reuzenslalom 19e slalom |
| 2014 | Sotsji Rusland   | 10e Supercombinatie 19e super-G 29e Afdaling DNF2 Slalom                 |
| 2018 | Pyeongchang      | 19e Combinatie 29e Super G DNS Afdaling                                  |

### Wereldbeker

#### Eindstandklassementen
| Seizoen   | Algm | AD  | SL  | SG  | SC  |
| --------- | ---- | --- | --- | --- | --- |
| 2005/2006 | 137e | -   | -   | -   | 44e |
| 2006/2007 | 135e | -   | -   | -   | 42e |
| 2007/2008 | 58e  | 46e | -   | -   | 8e  |
| 2008/2009 | 59e  | 45e | 55e | -   | 9e  |
| 2009/2010 | 38e  | 30e | 48e | 48e | 7e  |
| 2010/2011 | 71e  | 46e | -   | -   | 9e  |
| 2011/2012 | 67e  | -   | -   | 57e | 10e |
| 2013/2014 | 75e  | -   | 52e | -   | 5e  |
| 2014/2015 | 76e  | -   | -   | 52e | 7e  |
| 2015/2016 | 95e  | 54e | -   | 54e | 15e |